# Primera División de Bolivia 1967
El Campeonato Nacional de 1967 fue el 7º torneo nacional de primera división en Bolivia que organizó la Federación Boliviana de Fútbol. El Campeón Nacional fue el Club Wilstermann por quinta vez en su historia.

## Formato
El campeonato fue jugado entre agosto y diciembre de 1967. Los clubes campeones y subcampeones de las Asociaciones de Fútbol de Cochabamba, La Paz y Santa Cruz compiten todos contra todos en dos vueltas (local y visitante), jugando un total de 10 partidos cada uno. Un club recibe 2 puntos por partido ganado, 1 punto por partido empatado y 0 puntos por partido perdido.
El Campeón y el subcampeón del torneo clasifican a la Copa Libertadores 1968.

## Equipos y estadios
Participaron los clubes campeones y subcampeones de las Asociaciones de Fútbol de Cochabamba, La Paz y Santa Cruz.
| Equipo            | Fundación               | Departamento | Ciudad                  | Estadio         |
| ----------------- | ----------------------- | ------------ | ----------------------- | --------------- |
| Bata              | 18 de octubre de 1941   | Cochabamba   | Cochabamba              | Félix Capriles  |
| Wilstermann       | 24 de noviembre de 1949 | Cochabamba   | Cochabamba              | Félix Capriles  |
| Always Ready      | 13 de abril de 1933     | La Paz       | La Paz                  | Olímpico La Paz |
| Bolívar           | 12 de abril de 1925     | La Paz       | La Paz                  | Olímpico La Paz |
| Blooming          | 1 de mayo de 1946       | Santa Cruz   | Santa Cruz de la Sierra | Willy Bendeck   |
| Oriente Petrolero | 5 de noviembre de 1955  | Santa Cruz   | Santa Cruz de la Sierra | Willy Bendeck   |

## Tabla de posiciones
| Pos | Equipo            | Pts | PJ | PG | PE | PP | GF | GC | Dif |
| --- | ----------------- | --- | -- | -- | -- | -- | -- | -- | --- |
| 1º  | Wilstermann       | 15  | 10 | 7  | 1  | 2  | 17 | 8  | 9   |
| 2º  | Always Ready      | 12  | 10 | 4  | 4  | 2  | 12 | 10 | 2   |
| 3º  | Blooming          | 11  | 10 | 4  | 3  | 3  | 16 | 7  | 9   |
| 4º  | Bolívar           | 10  | 10 | 4  | 2  | 4  | 15 | 12 | 3   |
| 5º  | Oriente Petrolero | 8   | 10 | 2  | 4  | 4  | 7  | 18 | -11 |
| 6º  | Bata              | 4   | 10 | 2  | 0  | 8  | 6  | 18 | -12 |

Pts = Puntos; PJ = Partidos Jugados; G = Partidos Ganados; E = Partidos Empatados; P = Partidos Perdidos; GF = Goles Anotados; GC = Goles Recibidos; Dif = Diferencia de gol
|  | Campeón Nacional, clasificado a la Copa Libertadores 1968. |
|  | Subcampeón, clasificado a la Copa Libertadores 1968.       |

## Campeón
| Campeón Nacional 1967 Wilstermann Quinto Título Nacional |